# Boliarov
Boliarov (Hongaars: Bolyár) is een Slowaakse gemeente in de regio Košice, en maakt deel uit van het district Košice-okolie.
Boliarov telt 756 inwoners.